# Ranunculus pedrottii
Ranunculus pedrottii är en ranunkelväxtart som beskrevs av Spinosi och Dunkel. Ranunculus pedrottii ingår i släktet ranunkler, och familjen ranunkelväxter. Inga underarter finns listade i Catalogue of Life.